# Chirurgie gynécologique

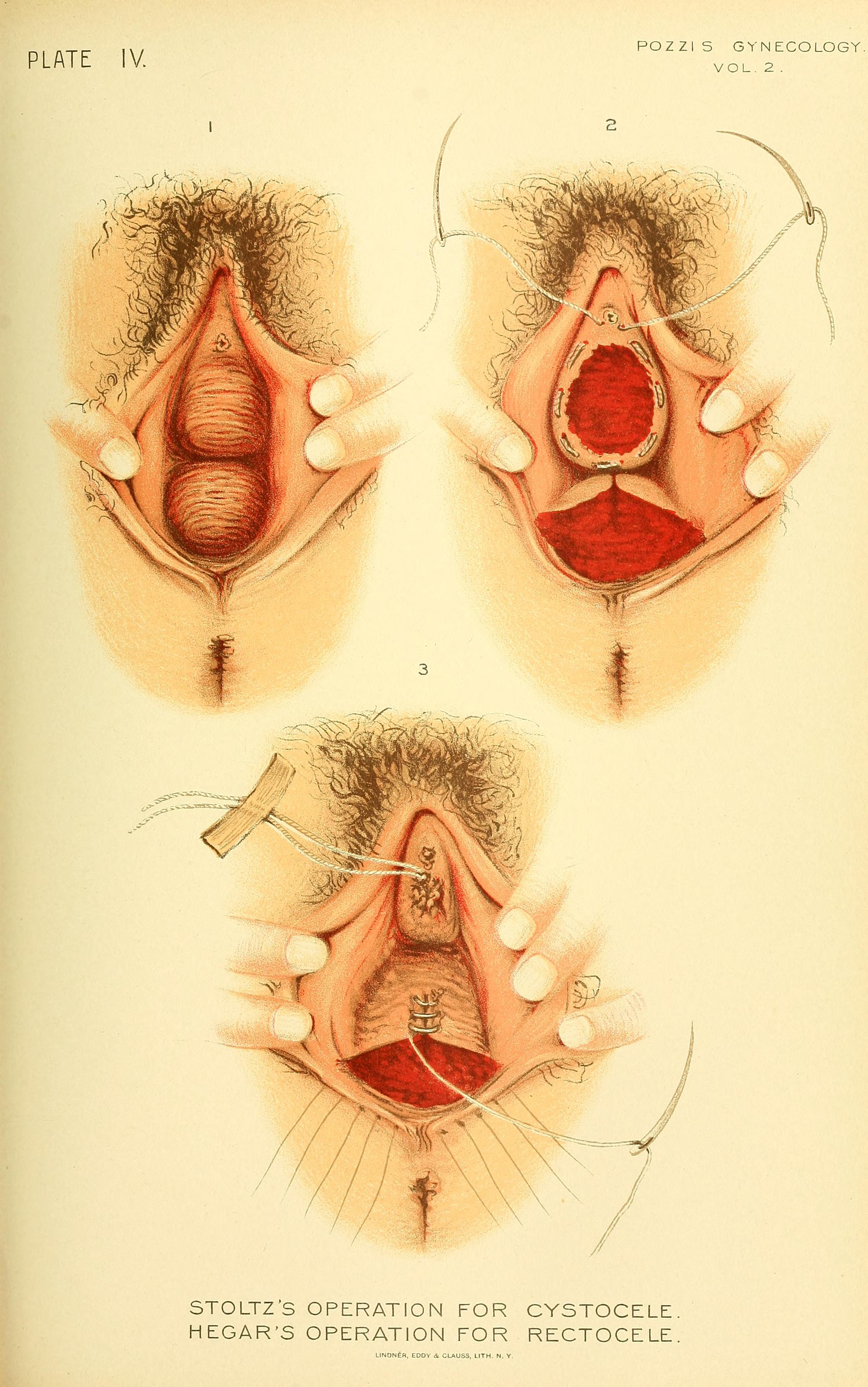

La chirurgie gynécologique est une chirurgie qui s'intéresse aux organes génitaux de la femme : vulve, vagin, utérus et ses annexes (ovaires et trompes), seins.
En France, seule la gynécologie est une spécialité médicale, incluant par conséquent la chirurgie gynécologique et la gynécologie médicale ainsi que l'obstétrique.
Pour ce qui concerne la chirurgie de l'utérus et de ses annexes, plusieurs voies d'abord sont possibles :
- voie « haute », par l'intermédiaire d'une incision abdominale (chirurgie dite « à ventre ouvert »)
- voie « basse », par l'intermédiaire des voies naturelles (chirurgie dite « vaginale »)
- voie « endoscopique », utilisant une caméra endoscopique et des instruments adaptés introduits par de petites incisions abdominales (cœlio-chirurgie) ou directement par les voies naturelles (chirurgie hystéroscopique)

Les indications de ces voies d'abord sont fonction de la pathologie à traiter et des habitudes du chirurgien.